# Panne de courant nord-américaine de 2003

Carte de la province canadienne et des États américains affectés.

La panne de courant nord-américaine de 2003 est une panne d'électricité généralisée dans certaines parties du nord-est et du Midwest des États-Unis et dans la province canadienne de l'Ontario le jeudi 14 août 2003, à 16 h 13.
Il s'agit de la plus grande catastrophe énergétique de l'histoire du continent, les dommages s'élevant à environ six milliards de dollars américains. La plupart des secteurs technologiques ont ralenti, mais l'industrie a rapidement redémarré le jour suivant.
Cette panne générale de courant a également été appelée « mégapanne » par certains médias.

## Origine
Son origine provient essentiellement de l'arrêt de plusieurs centrales électriques les 12 et 13 août, ainsi que de la coupure de plusieurs lignes de 345 kV dans l'Ohio, par négligence de la société FirstEnergy. Par effet de cascade en cette période de forte consommation, la panne s'étend en quelques heures sur 256 centrales électriques,.
Chronologie :
1. Une ligne de transport touche des arbres à cause de la dilatation des câbles causée par la chaleur. Cette ligne déclenche (c'est-à-dire se met en sécurité en se coupant).
2. Une première redistribution de la charge est effectuée sur les lignes alternatives.
3. Les relais des autres lignes de distribution ne sont pas équipés de détection d'empiétement de surcharge.
4. Plusieurs lignes de transport déclenchent donc en cascade.
5. Une seconde redistribution de la charge est effectuée sur les lignes restantes.
6. Les charges deviennent de plus en plus élevées sur les lignes restantes.
7. De plus en plus d'oscillations de puissance affectent le réseau.
8. Par la suite, plusieurs relais de protection de lignes ont déclenché à la suite d'oscillations de puissance.
9. Phénomène de cascade (écroulement du réseau).

## Conséquences
|                                                                   |  |                                     |
| Image satellite NOAA de l'Amérique du Nord la veille de la panne. |  | Image de la même zone le lendemain. |

Manhattan, et notamment Wall Street et le siège des Nations unies sont dans l'obscurité, ainsi que les villes de Toronto, Détroit, Cleveland, Rochester et Ottawa. Les événements sont assez tôt comparés à la panne de courant nord-américaine de 1965.
L'inquiétude suscitée a des implications politiques : les dirigeants américains et canadiens s'accusent mutuellement d'être responsables des dégâts, même s'il s'avéra que nul n'est réellement responsable[réf. nécessaire]. Il s'agit néanmoins d'un tournant dans les carrières de Michael Bloomberg, Jean Chrétien, Ernie Eves et Mel Lastman.
Une enquête est ouverte pour déterminer quelles mesures prendre pour empêcher un tel événement de se reproduire ; cela révèle que le système d'acheminement de l'électricité nord-américain est très déficient. Les gouvernements s'engagent rapidement à réinvestir dans le financement du réseau.
La panne nord-américaine est beaucoup plus médiatisée que la panne d'électricité italienne de 2003 et la panne d'électricité londonienne de 2003. À Bagdad, la situation suscite l'ironie, alors que les habitants attendent l'invasion américaine pour retrouver l'électricité.
Le réseau électrique d'Hydro-Québec est sorti indemne de cette panne, en raison des protections installées aux différents points d'interconnexion qui relient les lignes de transport québécoises au reste du continent nord-américain.
| Ville                | Personnes affectées           |
| -------------------- | ----------------------------- |
| New York et environs | 21 100 000 hab                |
| Toronto              | 5 600 000 hab                 |
| Détroit et environs  | 5 400 000 hab                 |
| Cleveland            | 2 900 000 hab                 |
| Ottawa               | 780 000 hab sur 1 120 000 hab |
| Buffalo et environs  | 1 100 000 hab                 |
| Rochester            | 1 050 000 hab                 |
| Hamilton             | 680 000 hab                   |
| London (Canada)      | 350 000 hab                   |
| Toledo               | 310 000 hab                   |
| Windsor              | 208 000 hab                   |
| Estimation totale    | 50 000 000 hab                |

### Blackout de New York
À New York, alors que l'après-midi est ensoleillé, les New-Yorkais se retrouvent plongés en plein « blackout ».
À Manhattan, les immeubles se vident peu à peu, à mesure que les rues se remplissent de piétons. Certains prennent l'initiative de faire la circulation, d'autres téléphonent. Mais personne ne sait réellement ce qu'il se passe. La coupure s'est produite en plein jour, minimisant ainsi son impact psychologique sur la population. Sous terre, des centaines de personnes sont bloquées dans des dizaines de rames de métro. Les flots de marcheurs forcés investissent les ponts qui relient Manhattan aux autres quartiers de la ville. Beaucoup se préparent à rester sur place et organisent des campements de fortune. Grand Central Station se transforme en dortoir géant. À la nuit tombante, certains New-Yorkais organisent des apéros dans les rues, éclairés à la bougie. Plusieurs « blocks » n'ont pas été touchés par la coupure. Pour les autres, dont Times Square, il faudra près de quatre jours pour que la situation redevienne normale.
Par ailleurs, des habitants peu habitués à voir la voûte céleste s'étonnent de découvrir des lueurs dans le ciel nocturne et appellent la mairie et les pompiers pour s'en inquiéter. Il s'agit en réalité de la Voie lactée, jusque-là invisible en ville du fait de la pollution lumineuse.
La panne a eu un impact similaire dans la banlieue de Toronto.